# Cyrtosperma macrotum
Cyrtosperma macrotum là một loài thực vật có hoa trong họ Ráy (Araceae). Loài này được Becc. ex Engl. mô tả khoa học đầu tiên năm 1879.